# John Lynch (politico)
John Harry Lynch (Waltham, 25 novembre 1952) è un politico e imprenditore statunitense, membro del Partito Democratico e governatore del New Hampshire dal 2005 al 2013.